# Pemoxco
Pemoxco är en ort i Mexiko.   Den ligger i kommunen Xilitla och delstaten San Luis Potosí, i den centrala delen av landet, 220 km norr om huvudstaden Mexico City. Pemoxco ligger 762 meter över havet och antalet invånare är 947.
Terrängen runt Pemoxco är varierad. Runt Pemoxco är det tätbefolkat, med 427 invånare per kvadratkilometer. Närmaste större samhälle är Tamazunchale, 19,2 km sydost om Pemoxco. I omgivningarna runt Pemoxco växer huvudsakligen savannskog.